# Барас, Сара
Са́ра Пере́йра Ба́рас (исп. Sara Pereyra Baras; род. 25 апреля 1971, Сан-Фернандо) — одна из самых известных в мире танцовщиц фламенко, а также хореограф и директор своей собственной группы танца фламенко исп. «El Ballet Flamenco Sara Baras».

## Биография
Училась танцевать в школе фламенко своей матери Кончи Барас (исп. Concha Baras), в Кадисе. Сара дебютировала на сцене с танцевальной труппой матери (исп. Los Ninos de la Tertulia). В то же время она удостаивается чести выступать на одной сцене с артистами, такими как Камаро́н де ла И́сла (исп. Camaron de la Isla) и танцевать перед её Величеством Королевой Софией.
В 1989 году она присоединилась к группе гитариста Мануэля Морао (исп. Manuel Morao) — звезды фламенко («Мануэль Морао и цыгане Хереса»), и в этом же году она выиграла премию на конкурсе испанского телевидения исп. "Gente Joven".
После триумфа на конкурсе Сара Барас отправляется в Мадрид, чтобы продолжить своё обучение фламенко. Она берёт уроки фламенко у Антонио Каналеса (Antonio Canales), Мерче Эсмеральда (Merche Esmeralda) и классического балета у Даньи Гонсалес (исп. Dania Gonzalez). В Мадриде она начинает выступать с другими известными танцорами, такими как Хоселито Фернандес, Пако Санчес (исп. Paco Sanchez), Хавьер Барон (Javier Baron), Хоакин Барон (исп. Joaquin Baron) и др.
Сара Барас сыграла одну из главных ролей в документальном фильме Майка Фиггиса «Женщина и фламенко» (англ. "Flamenco Women").
В 1998 году Барас собрала собственную труппу и представила своё первое дебютное шоу исп. "Sensaciones", которое получило восторженные отклики зрителей и критиков. В сентябре 2000 года на исп. "Flamenco Biennale" в Севилье состоялась премьера шоу «Мечты» (исп. «Sueños»), снискавшее оглушительный успех. После этого оно было показано более 500 раз в театре «Coliseum» в Мадриде и во время гастрольного турне по Франции, Латинской Америке и Японии.
Параллельно с показами спектакля «Хуана Безумная» (исп. “Juana La Loca”) Сара Барас в 2002 году готовит шоу по произведениям Федерико Гарсии Лорки «Мариана Пинеда» (исп. Mariana Pineda) с оригинальной музыкой Маноло Санлукара (исп. Manolo Sanlucar).
В 2006 г. Сара создала новое шоу «Вкусы» (исп. "Sabores"), премьера которого состоялась в Париже в декабре. Шоу посвящено Кадису и матери танцовщицы. В качестве приглашённых гостей в спектакле участвуют артисты с мировыми именами — Хосе Серрано и Луис Ортега (кроме них — ещё 6 танцовщиц, 2 танцовщика и 8 музыкантов). В феврале 2006 года Сара привезла «Sabores» в Москву.
В 2007 году ансамбль Сары Барас поставил в барселонском театре Лисео спектакль «Кармен», где Сара выступает не только хореографом и постановщиком, но и светорежиссёром и художником по костюмам (вместе с Сибиллой). Среди привлечённых музыкантов — Пако Де Лусия. Такого рода спектакль впервые появился на сцене знаменитого каталонского театра.
В 2009 году в Париже проходит премьера спектакля «Суть» (исп. “Esencia”), в который были отобраны самые яркие моменты из её танцевальной карьеры.

## Основные награды
- 2010: Премия APDE — Ассоциации преподавателей испанских танцев.
- 2009: Премия «Хиральдильо де Оро» (Giraldillo de Oro) за лучшую сценографию
- 2008: «Premio Galileo 2000» за жизнь, посвящённую танцу, выдаётся Agenzia Genelare di Firenze. Флоренция.
- 2007: Премия «Фламенко сегодня» как лучшей танцовщице года, выдаваемая ассоциацией критиков фламенко; Премия «Дон Кихот Фламенко», которую присуждают посетители сайта flamenco.com
- 2006: среди множества прочих — премия за благотворительную деятельность «Женщины вместе» («Women Together») от одноимённого Фонда, который сотрудничает с ЮНЕСКО.
- 2003: Нациоанльная премия за испанский танец за спектакль «Марианна Пинеда»
- 2001: Премия критиков с кафедры фламенкологии в Хересе
- 1999: Премия «Макс» в сценических жанрах искусства в категории «Лучшая танцовщица» за спектакль «Ощущения».
- 1993: Премия «Земляничное дерево» севильских любителей фламенко.
- 1989: Премия «Молодое поколение» (исп. “Gente Joven”) испанского телевидения.

## Факты
- Сара приняла участие в документальном проекте T.V.E. — исп. Algo MAS QUE flamenco, также она снялась в патио «Дома Пилата» (исп. Casa de Pilatos) в Севилье (эта сцена была использована в голливудском фильме «Миссия Невыполнима 2»).
- Портрет Сары Барас вышел в 2004 году на марках ограниченным тиражом в серии «Испанский танец».
- На Неделе Моды в Лондоне участвовала в показах Амайи Арсуаги (Amaya Arzuaga), продемонстрировав нижнее бельё марки «Триумф» и в роли режиссёра показа.
- В 2002 году была названа лицом Андалусии, чтобы представлять рекламные кампании Секретариата по туризму Хунты Андалусии, а также была выбрана прегонерой на карнавале в Кадисе, то есть открывала карнавальную неделю своими выступлениями.
- Имя Сара Барас является палиндромом.
- Выбрана Институтом Сервантеса для представления искусства фламенко за рубежом. Выступала в центрах Манилы, Шанхая, Афин и Москвы[2].